# Discographie de Debbie Gibson

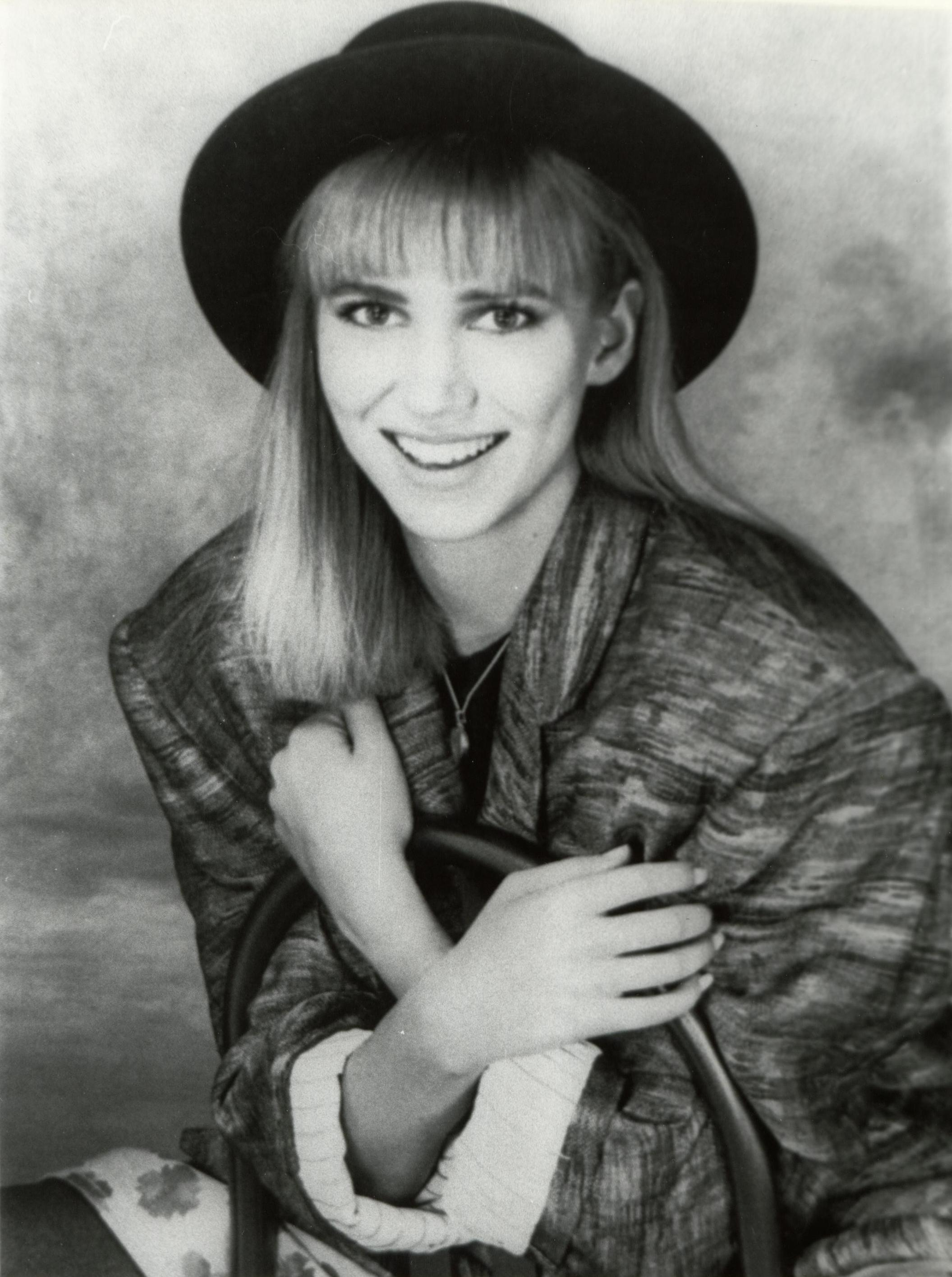
Debbie Gibson dans les années 80

## Albums

### Albums studio
| Titre                 | Sortie           | Sortie | Sortie   | Sortie | Position au palmarès | Position au palmarès | Position au palmarès | Position au palmarès | Position au palmarès | Position au palmarès | Position au palmarès | Position au palmarès | Certifications     |
| Titre                 | Date             | vinyle | cassette | CD     | U.S.                 | UK                   | CAN                  | AUS                  | SWE                  | NRL                  | JPN                  | SWI                  | Certifications     |
| --------------------- | ---------------- | ------ | -------- | ------ | -------------------- | -------------------- | -------------------- | -------------------- | -------------------- | -------------------- | -------------------- | -------------------- | ------------------ |
| Out of the Blue       | septembre 1987   | Oui    | Oui      | Oui    | 7                    | 26                   | 16                   | 66                   | 34                   | 29                   | 75                   | –                    | RIAA : 3× Platinum |
| Electric Youth        | 24 janvier, 1989 | Oui    | Oui      | Oui    | 1                    | 8                    | 4                    | 10                   | 43                   | –                    | 15                   | 21                   | RIAA : 2× Platinum |
| Anything Is Possible  | 20 novembre 1990 | Oui    | Oui      | Oui    | 41                   | 69                   | 58                   | 86                   | –                    | –                    | 5                    | –                    | RIAA : Gold        |
| Body, Mind, Soul      | 19 janvier 1993  | Oui    | Oui      | Oui    | 109                  | –                    | –                    | –                    | –                    | –                    | 13                   | –                    |                    |
| Think With Your Heart | 4 juillet 1995   | Non    | Oui      | Oui    | –                    | –                    | –                    | –                    | –                    | –                    | 46                   | –                    |                    |
| Deborah               | juin 1997        | Non    | Oui      | Oui    | –                    | –                    | –                    | –                    | –                    | –                    | –                    | –                    |                    |
| M.Y.O.B.              | 6 mars 2001      | Non    | Non      | Oui    | –                    | –                    | –                    | –                    | –                    | –                    | –                    | –                    |                    |

### Compilations
| Titre                              | Sortie          | Sortie   | Sortie | Sortie    | Position au palmarès | Position au palmarès | Position au palmarès | Position au palmarès | Position au palmarès | Position au palmarès | Position au palmarès | Position au palmarès | Certifications |
| Titre                              | Date            | cassette | CD     | Autre     | U.S.                 | UK                   | CAN                  | AUS                  | GER                  | FRA                  | JPN                  | SWI                  | Certifications |
| ---------------------------------- | --------------- | -------- | ------ | --------- | -------------------- | -------------------- | -------------------- | -------------------- | -------------------- | -------------------- | -------------------- | -------------------- | -------------- |
| Greatest Hits                      | septembre 1995  | Oui      | Oui    | –         | –                    | –                    | –                    | –                    | –                    | –                    | 63                   | –                    |                |
| Lost in Your Eyes and Other Hits   | octobre 1999    | Non      | Oui    | –         | –                    | –                    | –                    | –                    | –                    | –                    | –                    | –                    |                |
| Colored Lights: The Broadway Album | novembre 2003   | Non      | Oui    | –         | –                    | –                    | –                    | –                    | –                    | –                    | –                    | –                    |                |
| Memory Lane, Volume 1              | janvier 2005    | Non      | Oui    | –         | –                    | –                    | –                    | –                    | –                    | –                    | –                    | –                    |                |
| Memory Lane, Volume 2              | octobre 2005    | Non      | Oui    | –         | –                    | –                    | –                    | –                    | –                    | –                    | –                    | –                    |                |
| Rhino Hi-Five: Debbie Gibson       | 2006            | Non      | Non    | numérique | –                    | –                    | –                    | –                    | –                    | –                    | –                    | –                    |                |
| Ms. Vocalist                       | 3 novembre 2010 | Non      | Oui    | CD/DVD    | –                    | –                    | –                    | –                    | –                    | –                    | 10                   | –                    |                |

## Singles
| Année | Single                       | Album                                       | Peak positions | Peak positions            | Peak positions | Peak positions | Peak positions | Peak positions | Peak positions | Peak positions | Peak positions |
| Année | Single                       | Album                                       | U.S.           | Hot Dance Music/Club Play | U.S. AC        | UK             | CAN            | AUS            | JPN            | SWI            | NET            |
| ----- | ---------------------------- | ------------------------------------------- | -------------- | ------------------------- | -------------- | -------------- | -------------- | -------------- | -------------- | -------------- | -------------- |
| 1987  | "Only In My Dreams"          | Out of the Blue                             | 4              | 12                        | 31             | 11             | 6              | —              | —              | —              | 46             |
| 1987  | "Shake Your Love"            | Out of the Blue                             | 4              | 6                         | —              | 7              | 10             | 27             | —              | 19             | 24             |
| 1988  | "Out of the Blue"            | Out of the Blue                             | 3              | 44                        | 16             | 19             | 21             | 71             | —              | —              | 88             |
| 1988  | "Foolish Beat"               | Out of the Blue                             | 1              | —                         | 8              | 9              | 1              | 49             | —              | 10             | 8              |
| 1988  | "Staying Together"           | Out of the Blue                             | 22             | —                         | —              | 53             | 29             | —              | —              | —              | —              |
| 1988  | "Red Hot"1                   | Out of the Blue                             | —              | —                         | —              | —              | —              | —              | —              | —              | —              |
| 1989  | "Lost In Your Eyes"          | Electric Youth                              | 1              | —                         | 3              | 34             | 5              | 8              | —              | —              | 45             |
| 1989  | "Electric Youth"             | Electric Youth                              | 11             | 3                         | —              | 14             | 15             | 17             | —              | —              | 35             |
| 1989  | "No More Rhyme"              | Electric Youth                              | 17             | —                         | 13             | —              | —              | 59             | —              | —              | —              |
| 1989  | "We Could Be Together"       | Electric Youth                              | 71             | —                         | —              | 22             | —              | 53             | —              | —              | —              |
| 1990  | "Without You"2               | Single seulement                            | —              | —                         | —              | —              | —              | —              | 26             | —              | —              |
| 1990  | "Anything Is Possible"       | Anything Is Possible                        | 26             | —                         | 48             | 51             | 17             | 63             | —              | —              | —              |
| 1991  | "This So-Called Miracle"     | Anything Is Possible                        | —              | —                         | —              | —              | —              | —              | —              | —              | —              |
| 1991  | "One Hand, One Heart"        | Anything Is Possible                        | —              | —                         | —              | —              | —              | —              | —              | —              | —              |
| 1991  | "One Step Ahead"             | Anything Is Possible                        | —              | 18                        | —              | —              | —              | —              | —              | —              | —              |
| 1991  | "Sure"                       | Anything Is Possible                        | —              | —                         | —              | —              | —              | —              | —              | —              | —              |
| 1992  | "In His Mind"                | Anything Is Possible                        | —              | —                         | —              | —              | —              | —              | 90             | —              | —              |
| 1993  | "Losin' Myself"              | Body, Mind, Soul                            | 86             | —                         | 49             | —              | 73             | —              | —              | —              | —              |
| 1993  | "Eyes Of The Child"          | Single seulement                            | —              | —                         | —              | —              | —              | —              | —              | —              | —              |
| 1993  | "Shock Your Mama"            | Body, Mind, Soul                            | —              | —                         | —              | 74             | —              | —              | —              | —              | —              |
| 1993  | "How Can This Be"            | Body, Mind, Soul                            | —              | —                         | —              | —              | —              | —              | —              | —              | —              |
| 1993  | "Free Me"                    | Body, Mind, Soul                            | —              | —                         | —              | —              | —              | —              | —              | —              | —              |
| 1993  | "You're the One That I Want" | Grease - The Original London Cast Recording | —              | —                         | —              | 13             | —              | —              | —              | —              | —              |
| 1995  | "For Better or Worse"        | Think With Your Heart                       | —              | —                         | —              | —              | —              | —              | —              | —              | —              |
| 1995  | "Didn't Have The Heart"      | Think With Your Heart                       | —              | —                         | —              | —              | —              | —              | —              | —              | —              |
| 1997  | "Only Words"                 | Deborah                                     | —              | 37                        | —              | —              | —              | —              | —              | —              | —              |
| 1997  | "Moonchild"                  | Deborah                                     | —              | —                         | —              | —              | —              | —              | —              | —              | —              |
| 1998  | "Naturally"                  | Deborah                                     | —              | —                         | —              | —              | —              | —              | —              | —              | —              |
| 1998  | "Only In My Dreams 1998"     | Deborah                                     | —              | —                         | —              | —              | —              | —              | —              | —              | —              |
| 2000  | "What You Want"              | M.Y.O.B.                                    | —              | —                         | —              | —              | —              | —              | —              | —              | —              |
| 2001  | "Your Secret"                | M.Y.O.B.                                    | —              | —                         | —              | —              | —              | —              | —              | —              | —              |
| 2005  | "Naked"                      | Single seulement                            | —              | —                         | —              | —              | —              | —              | —              | —              | —              |
| 2010  | "I Love You"                 | Ms. Vocalist                                | —              | —                         | —              | —              | —              | —              | 1              | —              | —              |

Notes:
- 1 Sorti seulement aux Philippines.
- 2 Sorti seulement au Japon.
- 3 Simple promo.
- 4 Sorti seulement au Royaume-Uni.